# Piper quadratiovarium
Piper quadratiovarium är en pepparväxtart som beskrevs av Truman George Yuncker. Piper quadratiovarium ingår i släktet Piper och familjen pepparväxter. Inga underarter finns listade i Catalogue of Life.